# 普里戈罗德诺耶农村居民点
普里戈罗德诺耶农村居民点（俄语：Сельское поселение Пригородное）是俄罗斯联邦沃洛格达州索科尔区所属的一个农村居民点。其下辖有67个居民点，行政中心为利捷加。据2015年统计，该农村居民点的人口为1336人。